# Stazione di Villabartolomea
La stazione di Villabartolomea è una fermata ferroviaria posta sulla linea Verona-Rovigo. Serve il centro abitato di Villa Bartolomea.
Il secondo binario risulta rimosso completamente e la sua banchina completamente degradata. Rimane quindi solamente il binario di corsa.
Il fabbricato viaggiatori è in disuso.
La cartellonistica della stazione riporta il nome Villabartolomea, tutto attaccato.
In una stanza dell'edificio di stazione si svolge annualmente la pesca di beneficenza della sagra di Fondovilla del paese.

## Movimento
Dal 1 settembre 2024, la stazione è servita dai treni regionali svolti da Trenitalia nell'ambito del contratto di servizio stipulato con la Regione del Veneto. In precedenza, fino al 31 agosto 2024, il servizio ferroviario era gestito da Sistemi Territoriali.